# Ocampa
Az ocampák a Star Trek-univerzum Delta kvadránsának egyik faja. Legelőször a USS Voyager találkozott velük, nem sokkal azután, hogy a Gondviselőnek nevezett lény elrabolta a Vadvidékről a hajót. Az ocampák humanoidok, emberi mértékkel nézve alacsonyak, és nagyon rövid életűek. Élettartamuk miatt nagyon gyors a fejlődésük, 8 hónapos korukra már elérik a felnőttkort. A negyedik-ötödik életévük végén az ocampa nők (egyetlenegyszer az életük során) belépnek az Elogiumba, amikor is képesek lesznek a megtermékenyülésre, azaz a hátukon lévő zacskó felkészül az embrió befogadására. Hétéves korára egy ocampa belép az öregkorba. Átlagos életkoruk 8 vagy 9 év, de szokatlan környezeti hatások alatt elérhetik akár a 14 éves kort is.

## Társadalmuk
Az ocampa civilizáció is egy bolygó felszínén fejlődött ki, de amikor a Voyager először találkozott velük, addigra már kb. 500 generáció óta a föld alatt, a Gondviselő védelme alatt éltek. Kultúrájuk stabil és békés, azonban számos fiatalabb ocampa próbált meg kalandvágyból feljutni a felszínre. Ezek egyike Kes, akit a kazonok elfogtak. Az ocampák telepata lények, azonban a bolygó felszíne alatt békésen élő társadalomban a képességüket rég nem használták. Kes már a Voyageren, Tuvok segítségével kezdte el fejleszteni telepatikus, telekinetikus képességeit, és később olyan ocampákkal is találkozott az út során, akik adottságaikat hihetetlen fokra fejlesztették ki.